# 下菅谷駅
下菅谷駅（しもすがやえき）は、茨城県那珂市菅谷にある、東日本旅客鉄道（JR東日本）水郡線の駅である。

## 歴史
- 1897年（明治30年）11月16日：太田鉄道の駅として開業[2]。
- 1901年（明治34年）10月21日：太田鉄道が水戸鉄道（2代）に営業譲渡。
- 1927年（昭和2年）12月1日：水戸鉄道が国有化[2]。国有鉄道の駅となる。
- 1962年（昭和37年）11月20日：貨物扱い廃止[2]。
- 1983年（昭和58年）6月1日：荷物扱い廃止[3]、及び水郡線CTC化により駅員が不在になるとともに地方公共団体へ簡易委託化[4]。乗車券発売は引き続き有人で行われた他、行き違い設備も存続。
- 1987年（昭和62年）4月1日：国鉄分割民営化により、JR東日本の駅となる[2]。
- 2010年（平成22年）
  - 4月1日：簡易委託による乗車券類発売の受託解除。
  - 8月11日：簡易型自動券売機設置。

## 駅構造
相対式ホーム2面2線を有する地上駅。互いのホームは跨線橋で連絡している。木造駅舎を有する。水戸方面ホームには木造の待合室がある。
水郡線統括センター（上菅谷駅）管理の無人駅。 元々は有人駅であったが、その後簡易型自動券売機に代わり、2023年現在は乗車駅証明書発行機が設置されている。

### のりば
| ホーム | 路線    | 方向 | 行先                         |
| ------ | ------- | ---- | ---------------------------- |
| 駅舎側 | ■水郡線 | 下り | 常陸大子・郡山・常陸太田方面 |
| 反対側 | ■水郡線 | 上り | 水戸方面                     |

（出典：JR東日本:駅構内図）
- 案内上のホーム番号は設定されていない。

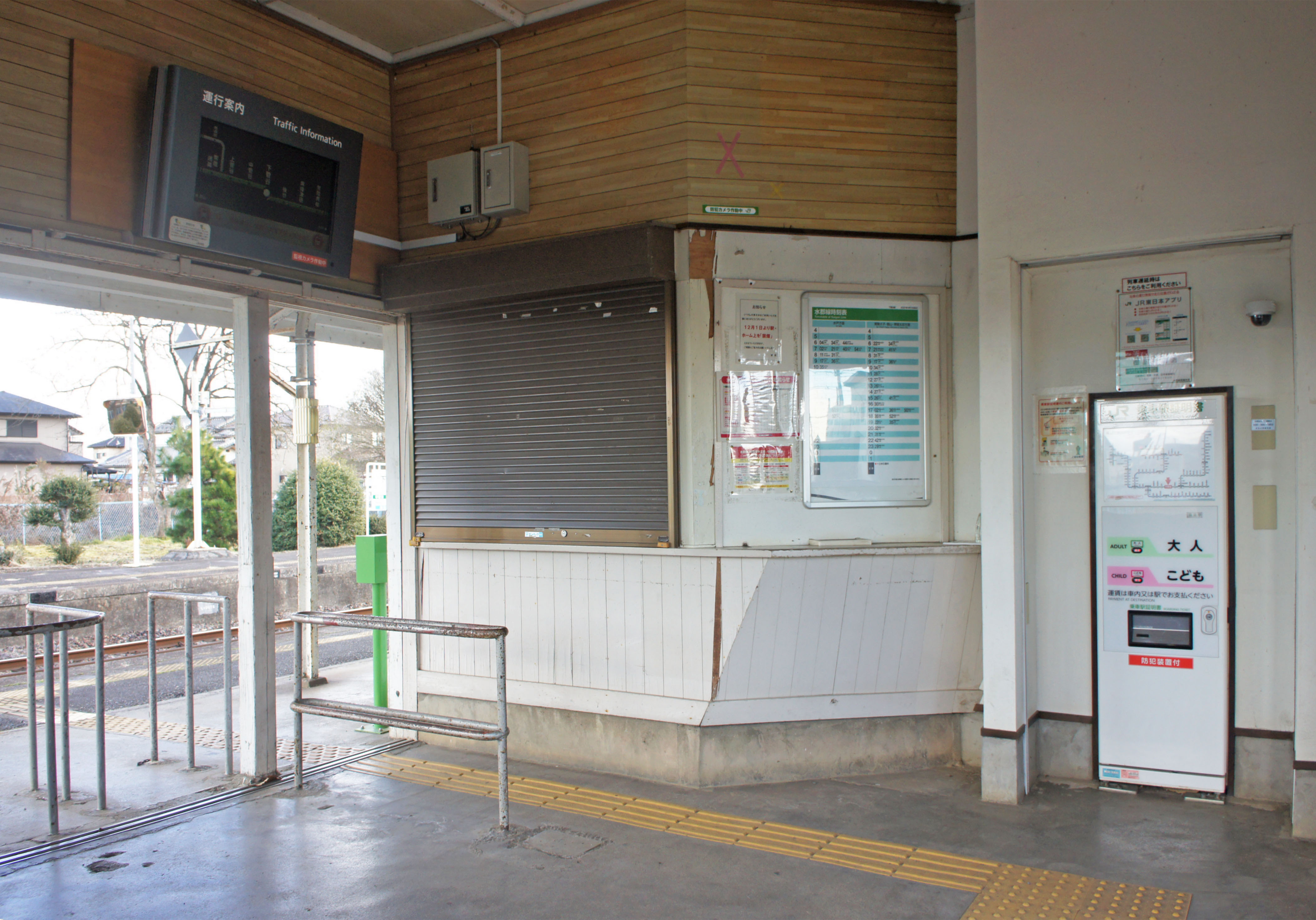
コンコース（2021年12月）
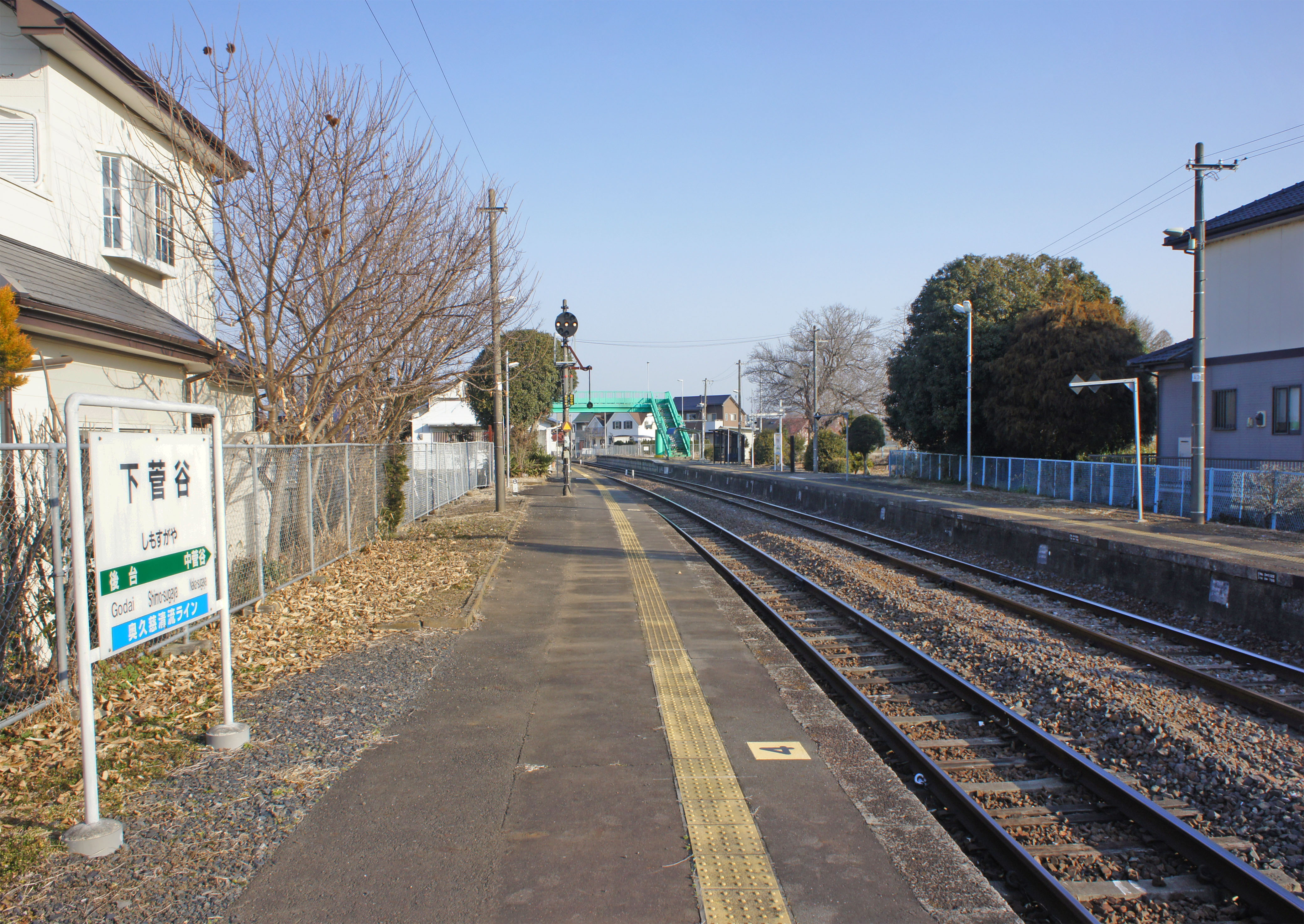
ホーム（2022年2月）
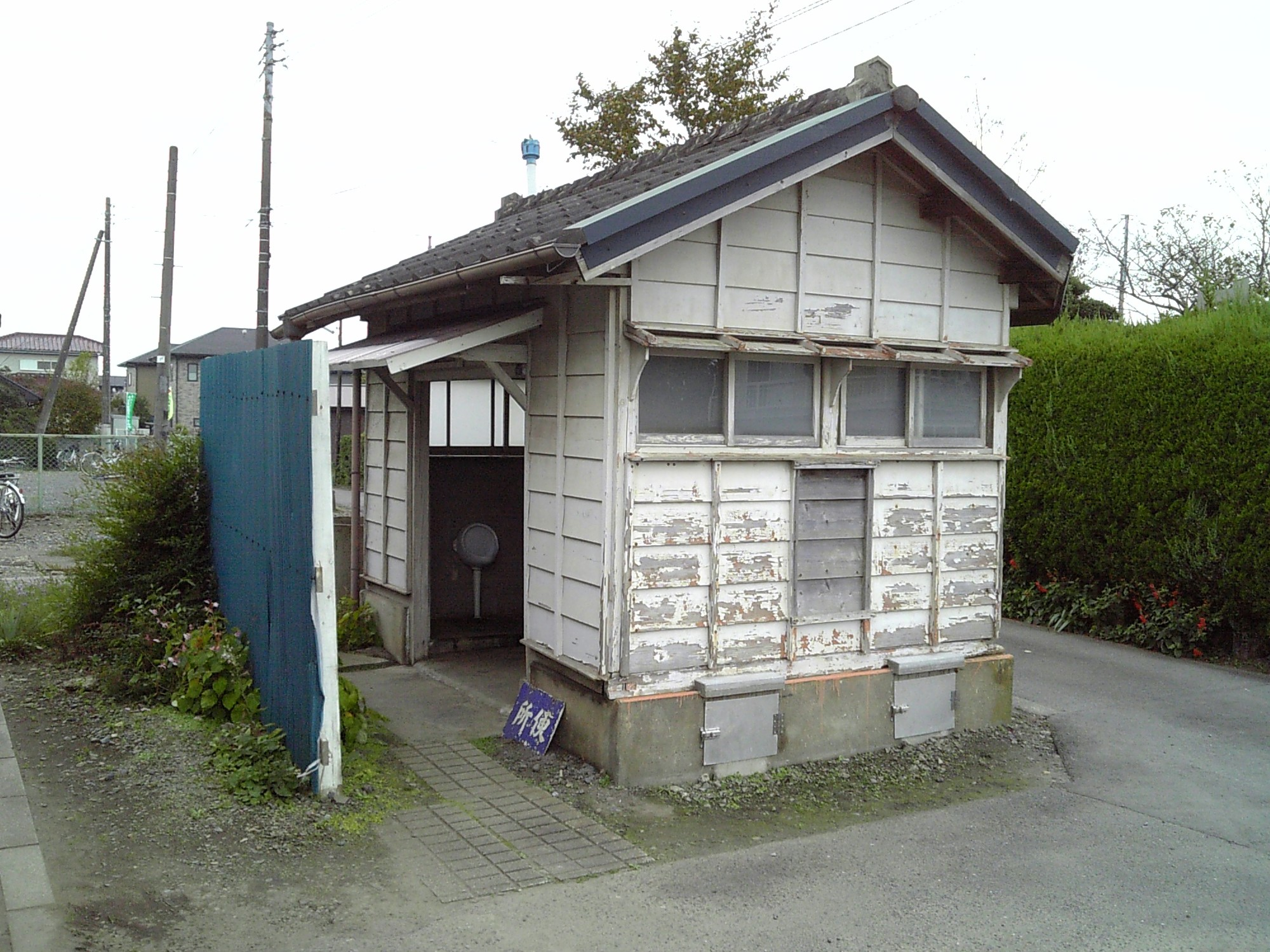
駅舎とは別棟になっている便所（2008年10月、2023年6月時点で解体されている）

## 利用状況
JR東日本によると、2001年度（平成13年度）- 2008年度（平成20年度）の1日平均乗車人員の推移は以下のとおりであった。
| 乗車人員推移       | 乗車人員推移     | 乗車人員推移   |
| 年度               | 1日平均 乗車人員 | 出典           |
| ------------------ | ---------------- | -------------- |
| 2001年（平成13年） | 265              | [ 利用客数 1 ] |
| 2002年（平成14年） | 230              | [ 利用客数 2 ] |
| 2003年（平成15年） | 207              | [ 利用客数 3 ] |
| 2004年（平成16年） | 199              | [ 利用客数 4 ] |
| 2005年（平成17年） | 194              | [ 利用客数 5 ] |
| 2006年（平成18年） | 189              | [ 利用客数 6 ] |
| 2007年（平成19年） | 178              | [ 利用客数 7 ] |
| 2008年（平成20年） | 172              | [ 利用客数 8 ] |

## 駅周辺
周辺には住宅地が広がっている。
- 鹿島神社
- 那珂市立第一中学校
- 国道349号

## 隣の駅
東日本旅客鉄道（JR東日本）
■水郡線
後台駅 - 下菅谷駅 - 中菅谷駅

### 記事本文
1. 1 2 3 4 5  『週刊 JR全駅・全車両基地』 42号 水戸駅・常陸太田駅・高萩駅ほか74駅、朝日新聞出版〈週刊朝日百科〉、2013年6月9日、24頁。
2. 1 2 3 4 5  石野哲（編）『停車場変遷大事典 国鉄・JR編 Ⅱ』（初版）JTB、1998年10月1日、439頁。ISBN 978-4-533-02980-6。
3. ↑  “日本国有鉄道公示第35号”. 官報 (16896). (1983年6月1日)
4. ↑  “「通報」●水郡線常陸青柳駅ほか13駅の駅員無配置について（旅客局）”. 鉄道公報 (日本国有鉄道総裁室文書課):  p. 2. (1983年6月1日)

### 利用状況
1. ↑  “各駅の乗車人員（2001年度）”.   東日本旅客鉄道. 2019年2月28日閲覧。
2. ↑  “各駅の乗車人員（2002年度）”.   東日本旅客鉄道. 2019年2月28日閲覧。
3. ↑  “各駅の乗車人員（2003年度）”.   東日本旅客鉄道. 2019年2月28日閲覧。
4. ↑  “各駅の乗車人員（2004年度）”.   東日本旅客鉄道. 2019年2月28日閲覧。
5. ↑  “各駅の乗車人員（2005年度）”.   東日本旅客鉄道. 2019年2月28日閲覧。
6. ↑  “各駅の乗車人員（2006年度）”.   東日本旅客鉄道. 2019年2月28日閲覧。
7. ↑  “各駅の乗車人員（2007年度）”.   東日本旅客鉄道. 2019年2月28日閲覧。
8. ↑  “各駅の乗車人員（2008年度）”.   東日本旅客鉄道. 2019年2月28日閲覧。